# Nasaltus orientalis
Nasaltus orientalis är en skalbaggsart som först beskrevs av Gustaf von Paykull 1811.  Nasaltus orientalis ingår i släktet Nasaltus och familjen stumpbaggar. Inga underarter finns listade i Catalogue of Life.